# Au loin... l'horizon
 (août 2021).
Au loin... l'horizon est un film français réalisé par Olivier Vidal, sorti en 2002[réf. nécessaire].

## Synopsis

### Fiche technique
- Titre : Au loin... l'horizon
- Réalisation : Olivier Vidal
- Producteurs M'dini Rashed et Olivier Vidal
- Photographie : Rashed M'Dini et Thierry bodin
- Son : Pierric Guennegan
- Musique : Vladimir Cosma
- Montage : Gilbert Kikoïne
- Pays d'origine :  France
- Date de sortie : 2002[réf. nécessaire]

## Distribution
- Olivier Vidal